# Ranxeria Cloverdale
La ranxeria Cloverdale dels indis pomo de Califòrnia és una tribu reconeguda federalment dels amerindis pomo de Califòrnia.
Actualment es considera la tribu com "sense terra", ja que no tenen cap terra que es trobi sota tutela federal. No obstant això, el 2008 la tribu va adquirir aproximadament 80 acres de propietat a l'extrem sud de Cloverdale, al comtat de Sonoma, Califòrnia. La propietat es troba actualment en procés de reconeixement federal per esdevenir llar de la tribu.

## Història
La ranxeria Cloverdale és una comunitat d'indis pomo, que són autòctones del comtat de Sonoma al nord de Califòrnia. Tradicionalment parlaven el pomo del sud. La cistelleria era part integral de la cultura pomo, elaborada tant per homes com per dones. Annie Burke, la mare d'una de les més reconegudes cistelles pomo, Elsie Allen, era una pomo Cloverdale i Elsie passà part de la seva infantesa a la ranxeria Cloverdale.
Els comerciants de pells russos van ser els primers no-indis a establir-se en la terra pomo al segle xviii. Van establir Fort Ross en 1812 caçaven llúdrigues marines. La febre de l'or del segle xix va portar una allau d'europeus-americans a la regió, cosa que va desbaratar la vida tribal i va destruir llurs terres.
Al començament del segle XX el govern dels Estats Units va crear un sistema de ranxeries o petites reserves, per als indis californians desplaçats. El 1921 els Estats Units va reconèixer la ranxeria Cloverdale i traspassaren 111.000 m² (27,5 acres) a la tribu; tanmateix en 1953 la Llei de Ranxeries de Califòrnia dividí les terres de la reserva en parcel·les individuals. La llei també terminà les relacions entre el govern federal i la ranxeria Cloverdale, així amb 43 tribus californianes més.
Tillie Hardwick (1924–1999), una dona pomo, va demandar als Estats Units en 1979 la Llei de Ranxeries de Califòrnia i la política de terminació. El 1983 va guanyar el plet, aplanant el camí per a 17 tribus de Califòrnia per recuperar el reconeixement federal, incloent la ranxeria Cloverdale.
En 1994 els propietaris de terra tribal foren forçats pel Departament de Transport de Califòrnia a vendre llurs terres per a la construcció de l'Autopista 101 (Estats Units). L'autopista corria directament pel centre de la reserva, el que fa que la major part sigui inhabitable.

## Avui
Malgrat els desafiaments la ranxeria Cloverdale segueix compromesa amb la preservació i el manteniment de la seva cultura tradicional. El 2006 es va formar un grup de dansa tradicional per ensenyar balls pomo als joves. L'actual cap tribal és Patricia Hermosillo.